# Ocrepeira subrufa
Ocrepeira subrufa là một loài nhện trong họ Araneidae.
Loài này thuộc chi Ocrepeira. Ocrepeira subrufa được Frederick Octavius Pickard-Cambridge miêu tả năm 1904.